# De Zwaluw (Birdaard)
De Zwaluw is een koren-, pel- en houtzaagmolen in het Friese Birdaard (Fries: Burdaard).
De oorspronkelijke molen werd in 1875 gebouwd en werd volgens sommigen toen direct uitgerust met zelfzwichting. Standaardwerken op het gebied van molens vermelden echter dat de Eva in Usquert in 1891 als eerste Nederlandse molen met zelfzwichting werd uitgerust. De molen in Birdaard (toen nog aangeduid als Wanswerd aan de Streek) werd naast een koren- en pelmolen ook een zaagmolen. Uniek is dat de molen niet centraal in de zagerij staat, zoals de Fram in Woltersum. De vorm van de zaagschuur doet denken aan de romp van een paltrokmolen al is de zagerij een geheel nieuw bouwwerk uit 1876. De zagerij wordt door middel van een extra overbrenging, een overwerker, vanuit de molen aangedreven. Naast de molen staat in een aparte schuur ook nog een elektrisch aangedreven zagerij met een horizontale zaag.
De molen brandde in 1972 uit nadat de molen al sinds  jaren stilstond. Na een zeer moeizaam verlopen proces werd de molen geheel gerestaureerd in 1987 weer in gebruik genomen.
De molen heeft twee maalkoppels, een elektrisch aangedreven maalstoel en twee pelkoppels. Verder zijn er een buil, een graanpletter en twee mengketels aanwezig.
Voor het ophijsen is er een sleepluiwerk aanwezig. Daarnaast is er een jakobsladder.
De roeden zijn in 1986 gelast door de firma Buurma. De binnenroede heeft nummer 170 en de buitenroede 171.
De bovenas is in 1985 gegoten door de ijzergieterij Hardinxveld en heeft nummer 1.
De molen wordt gevangen met een vaste, vlaamse vang, die bestaat uit vijf vangstukken. De vang wordt bediend met een wipstok. De vangbalk rust bij een draaiende molen op een duim.
De kap draait op een neutenkruiwerk. Het kruien gebeurt met een kruilier.
Als korenmolen is de molen professioneel in gebruik, de zagerij wordt regelmatig door vrijwilligers in bedrijf gesteld. De molen is thans eigendom van de gemeente Noardeast-Fryslân. De huidige combinatie van functies is uniek, al had de eerder genoemde nog bestaande molen van Woltersum vroeger ook deze gecombineerde functies.

## Zaagmolen en zagerij
De zaagmolen bestaat uit de zaagschuur van een paltrokmolen en heeft drie zaagramen, die via een houten overwerkas door de wind worden aangedreven.
Overbrengingen zaagmolen:
- De overbrengingsverhouding is 1 : 2,33
- Het bovenwiel heeft 70 kammen
- De bovenschijfloop heeft 38 staven
  - De spilschijfloop op de koningsspil heeft 40 staven
  - De overwerkschijfloop zaagspil heeft 35 kammen
  - De bonkelaar overwerkas heeft 38 kammen
  - De overwerkschijfloop heeft 26 staven
  - Het krukwiel heeft 57 kammen

### Fotogalerij zaagmolen en zagerij

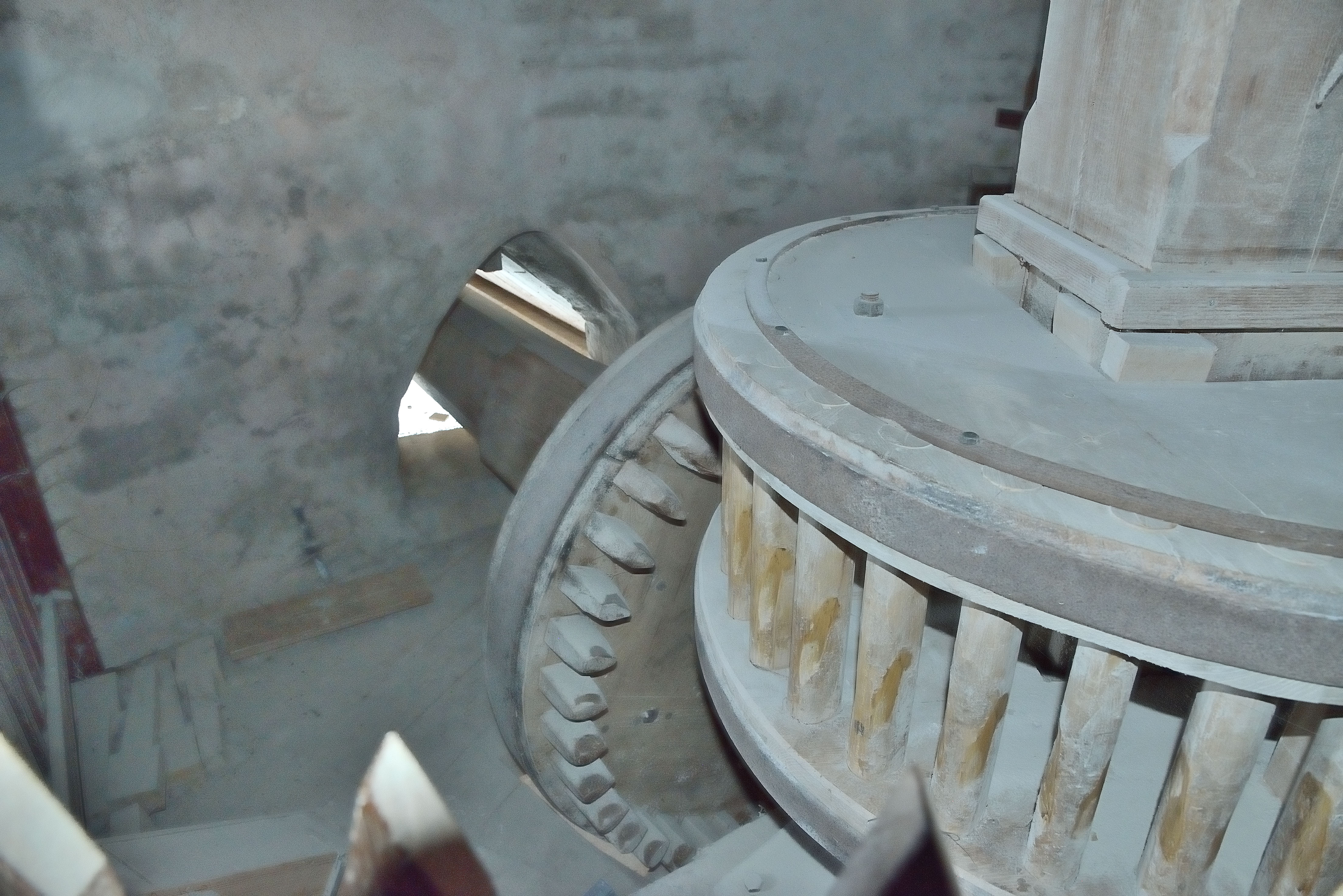
Koningsspilsschijfloop met overwerkerbonkelaar
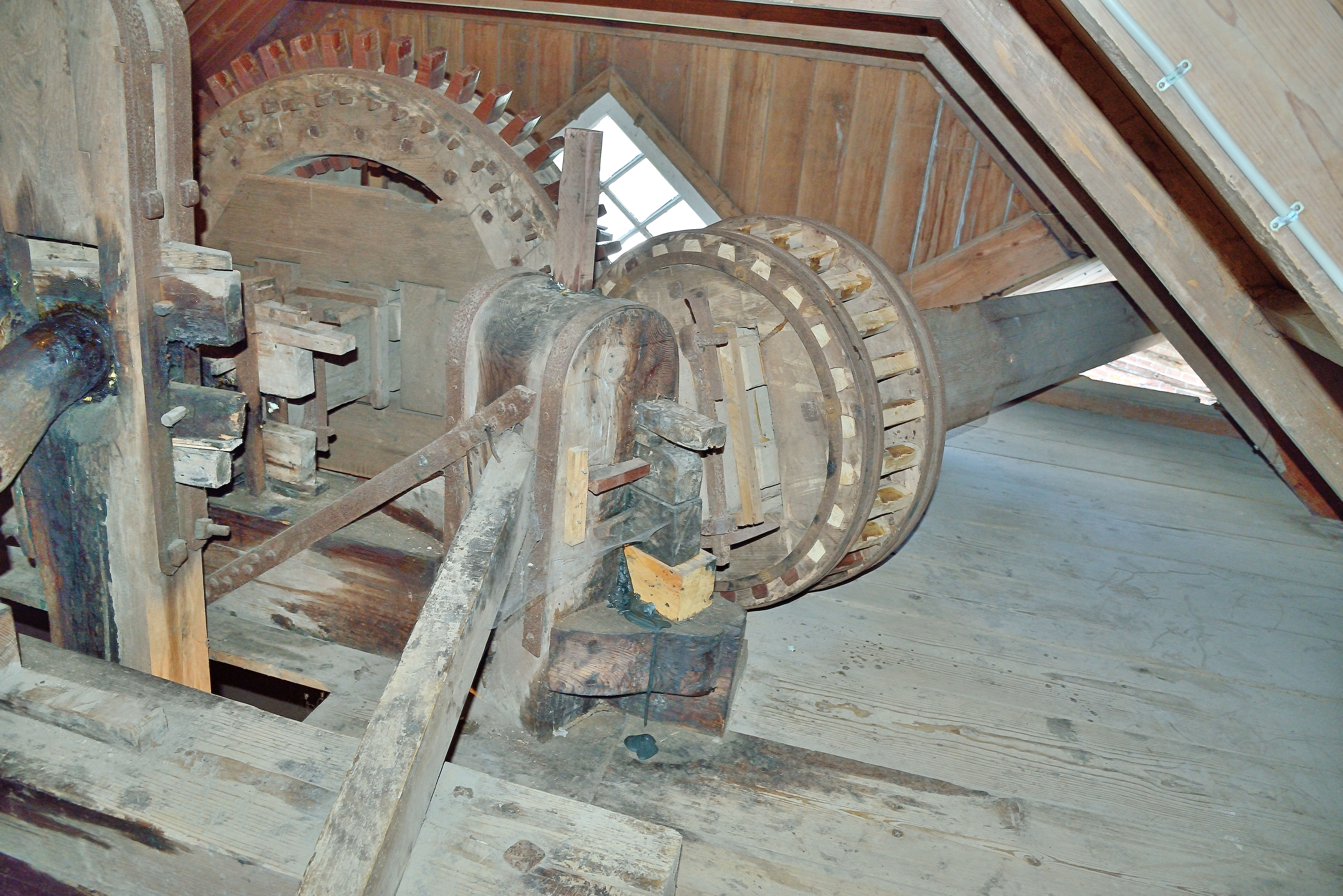
Overwerkschijfloop met krukwiel
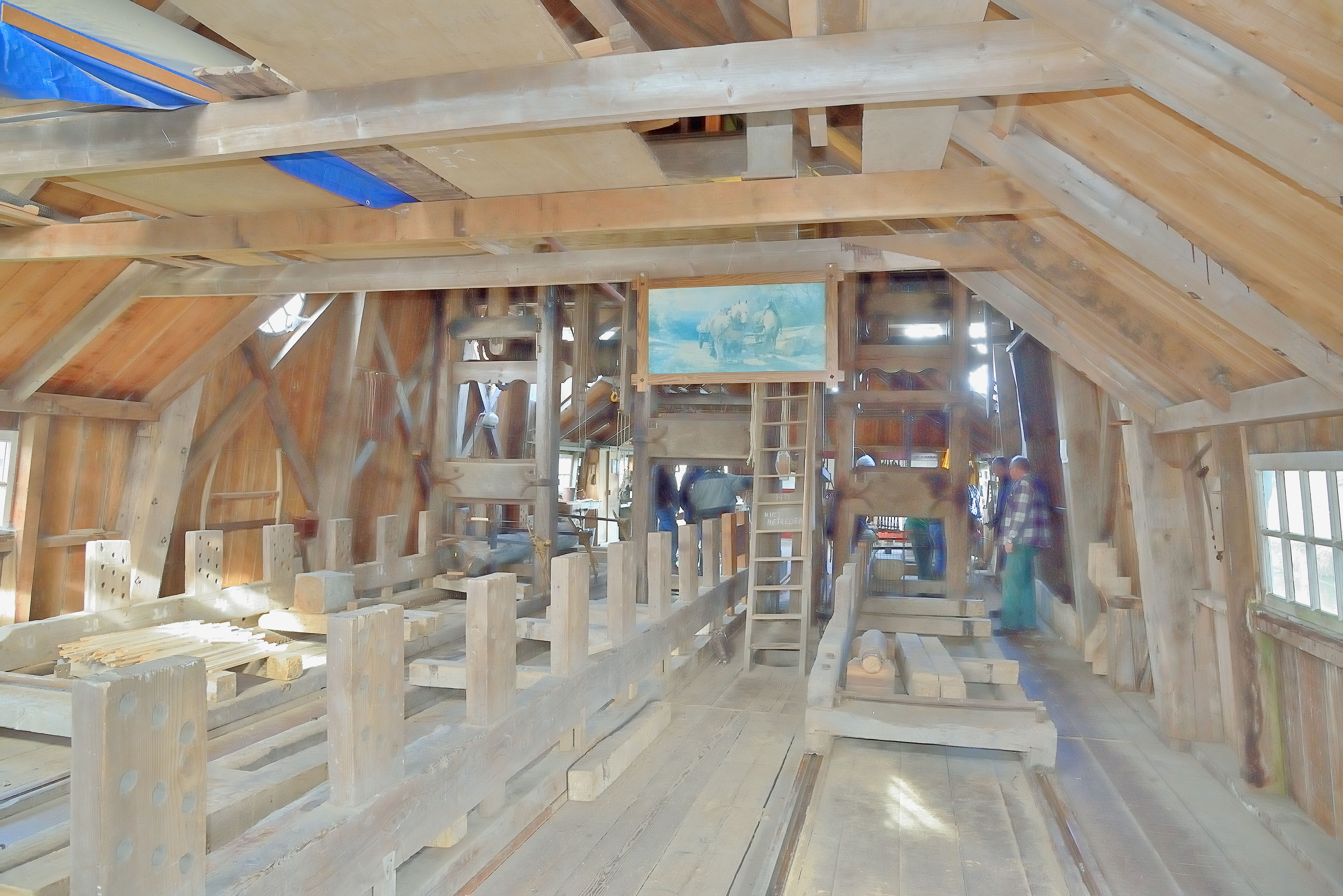
Zaagvloer
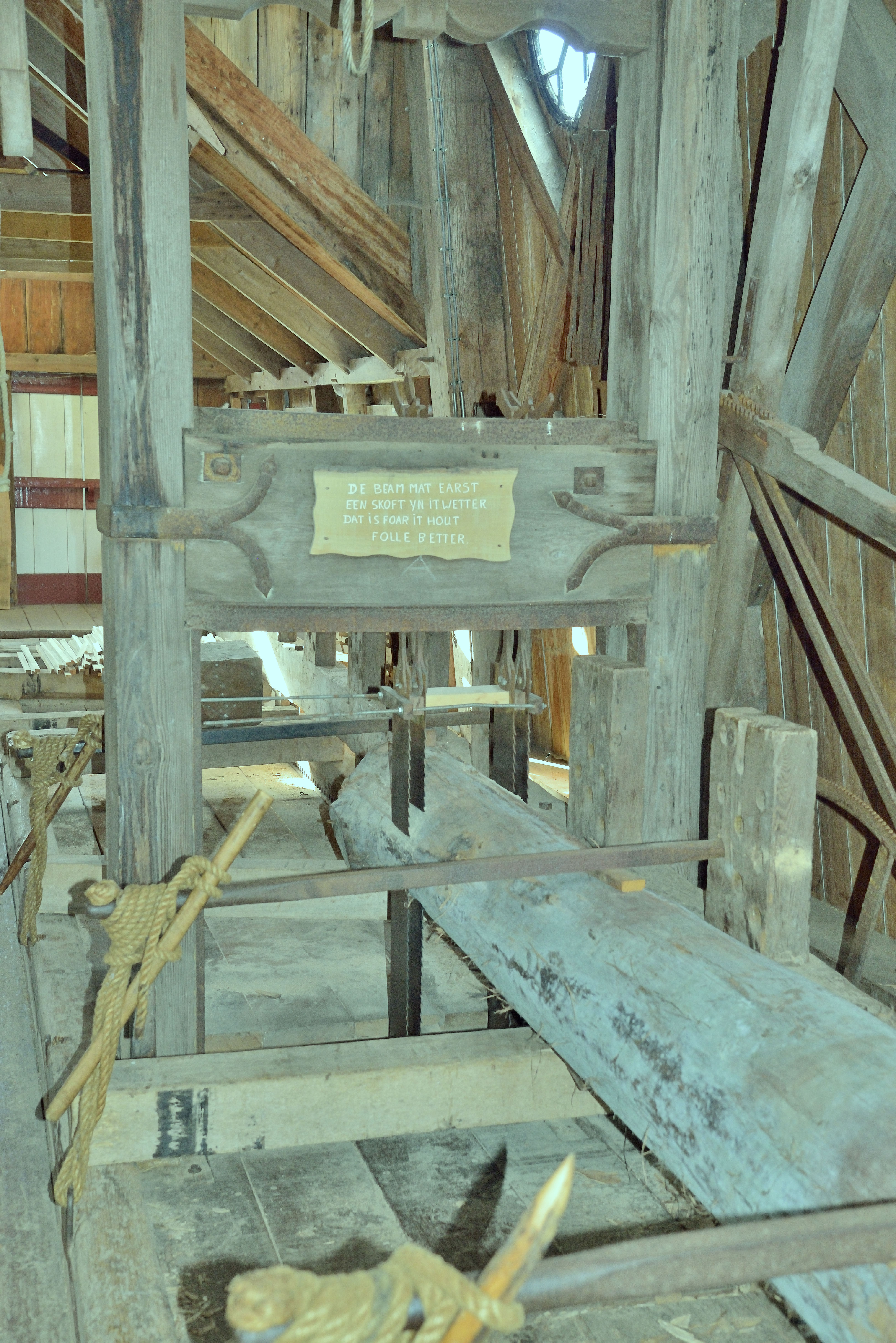
Zaagraam
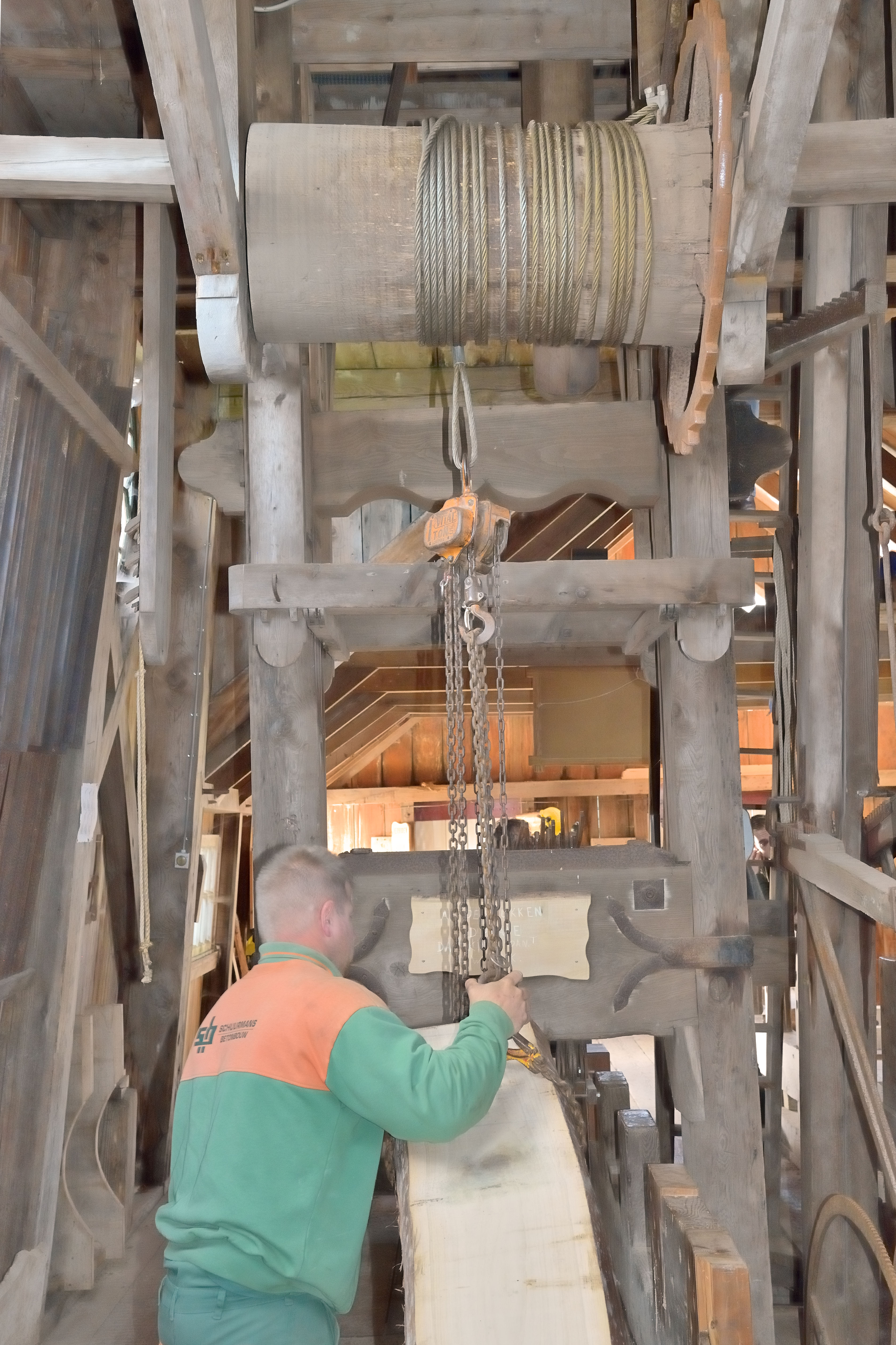
Opleggen stam op zaagslede
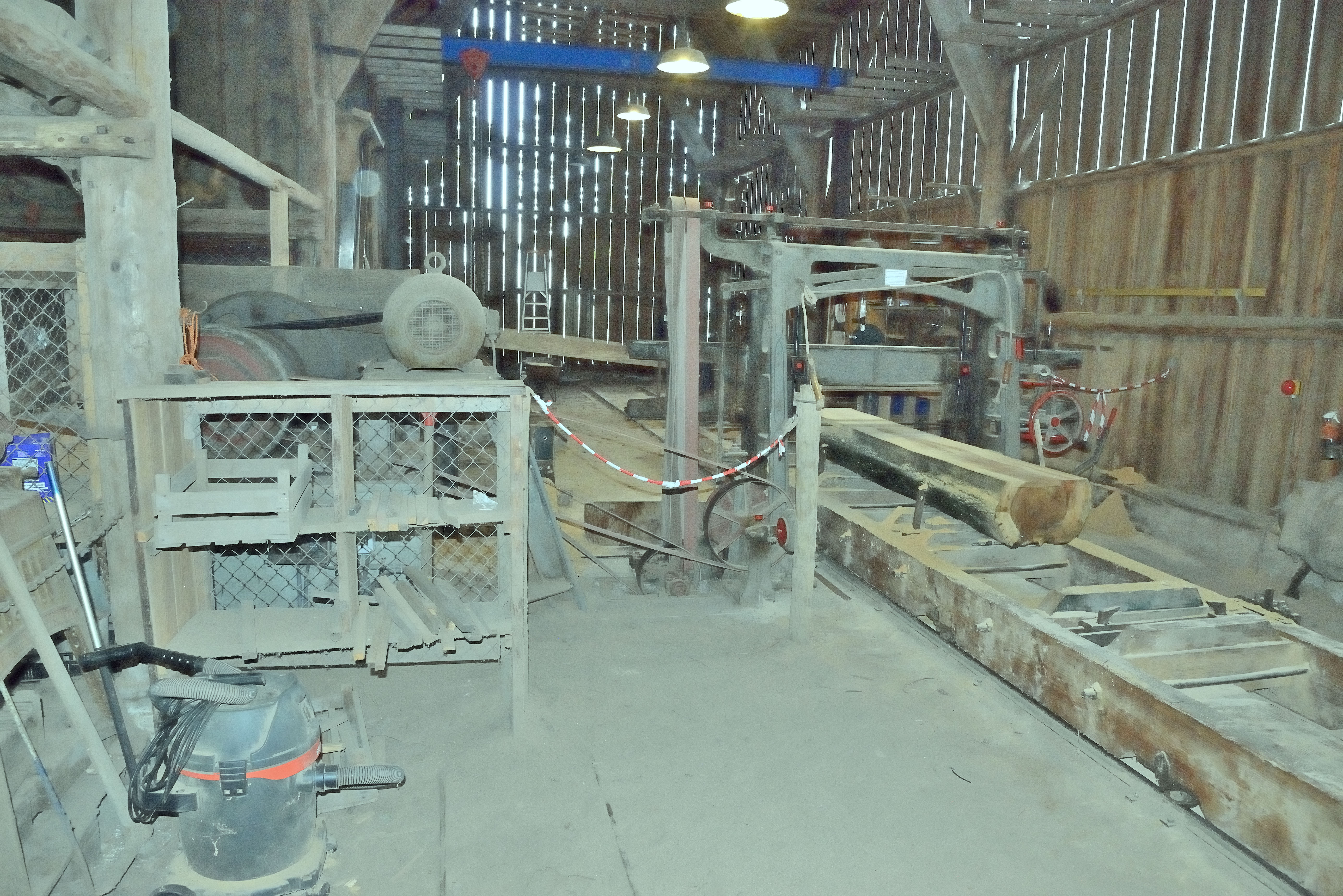
Elektrisch aangedreven zagerij

## Koren- en pelmolen
Overbrengingen molen:
- Het bovenwiel heeft 70 kammen
- De bovenschijfloop heeft 38 staven
- Het spoorwiel heeft 117 kammen

Overbrengingen korenmolen:
- De overbrengingsverhouding is 1 : 7,18
  - De steenschijflopen van de maalkoppels hebben 30 staven

Overbrengingen pelmolen:
- De overbrengingsverhouding is 1 : 10,77
  - De steenschijflopen van de pelstenen hebben 20 staven

### Fotogalerij koren- en pelmolen

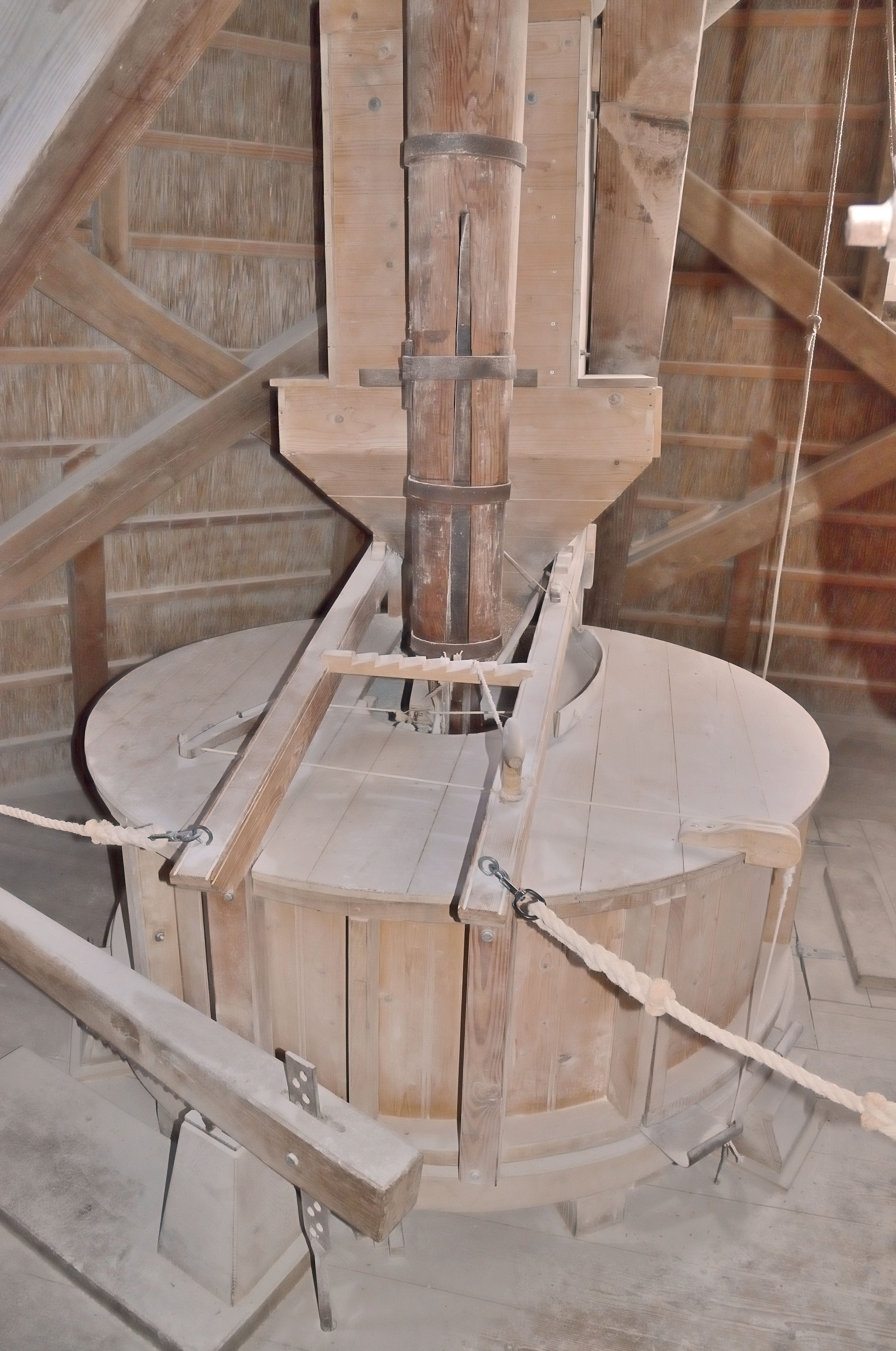
Maalkoppel
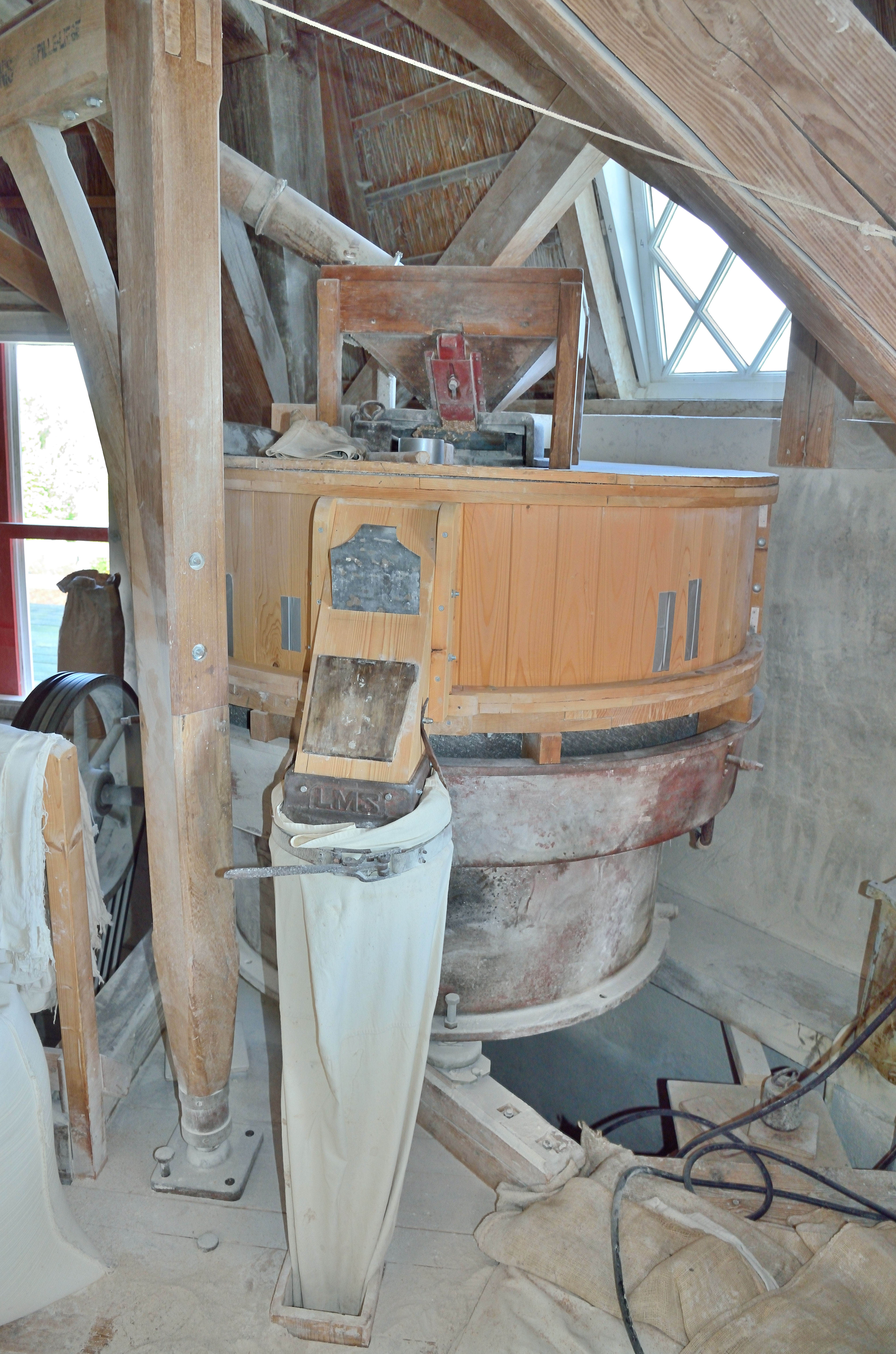
Maalstoel
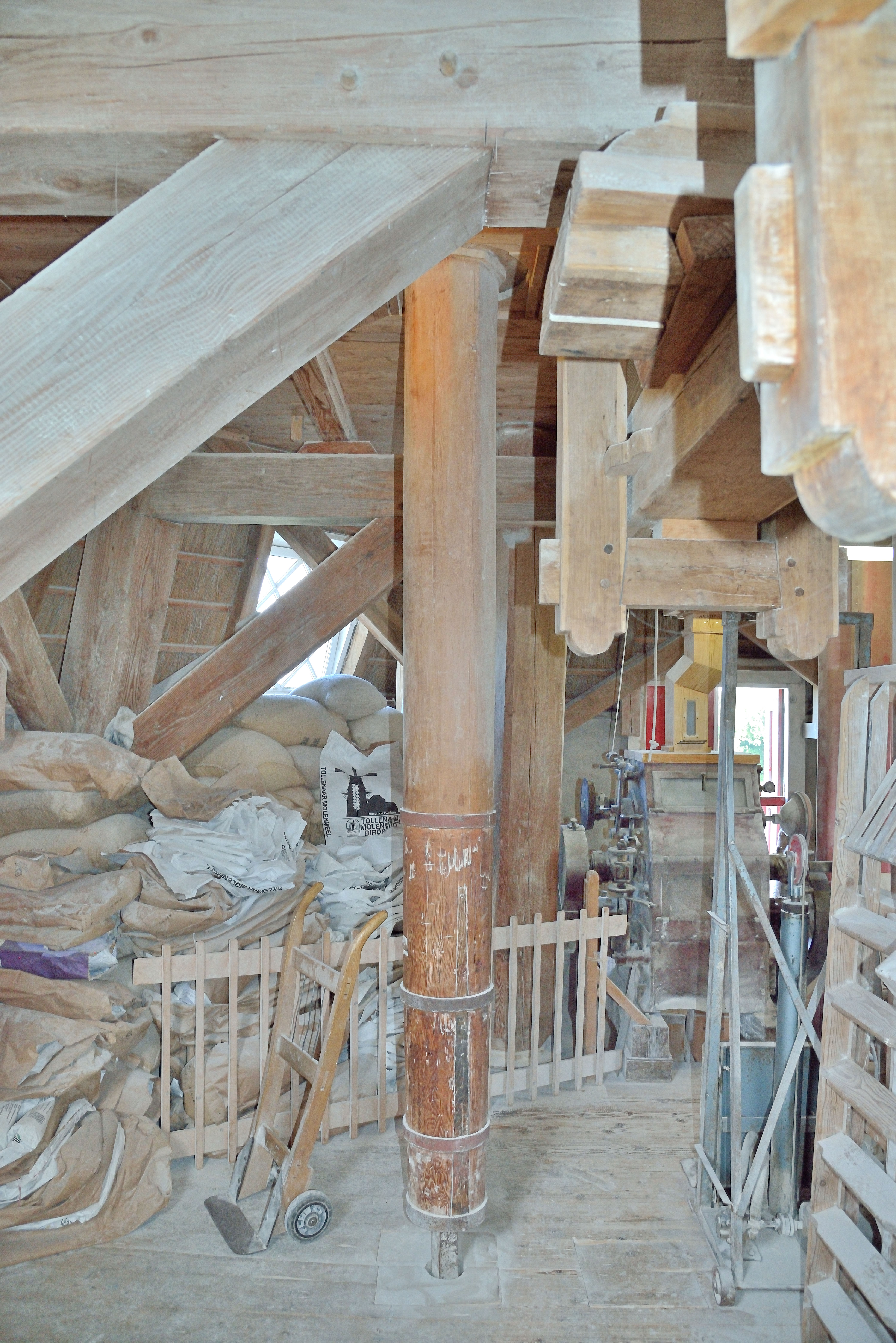
Pelspil
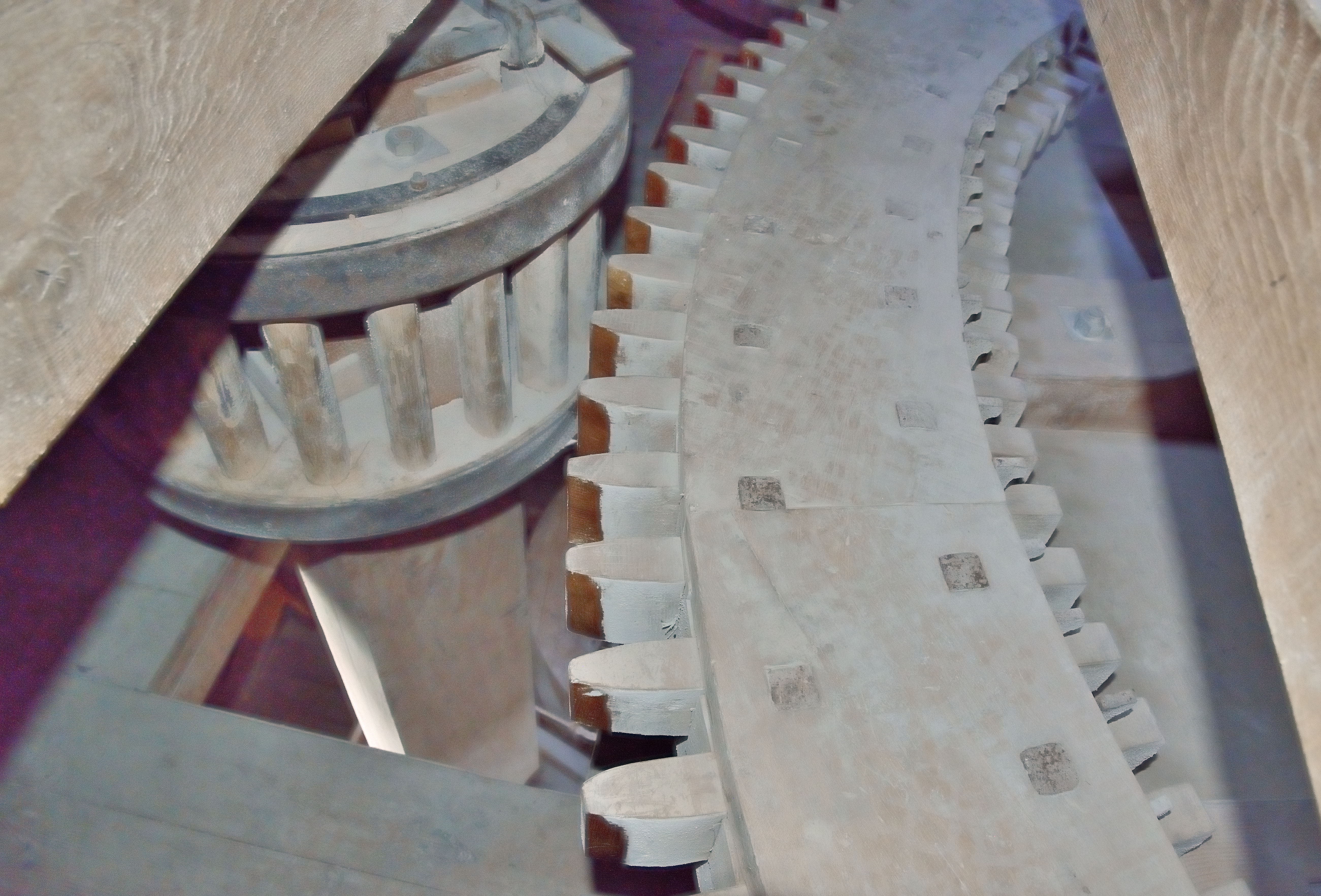
Pelschijfloop
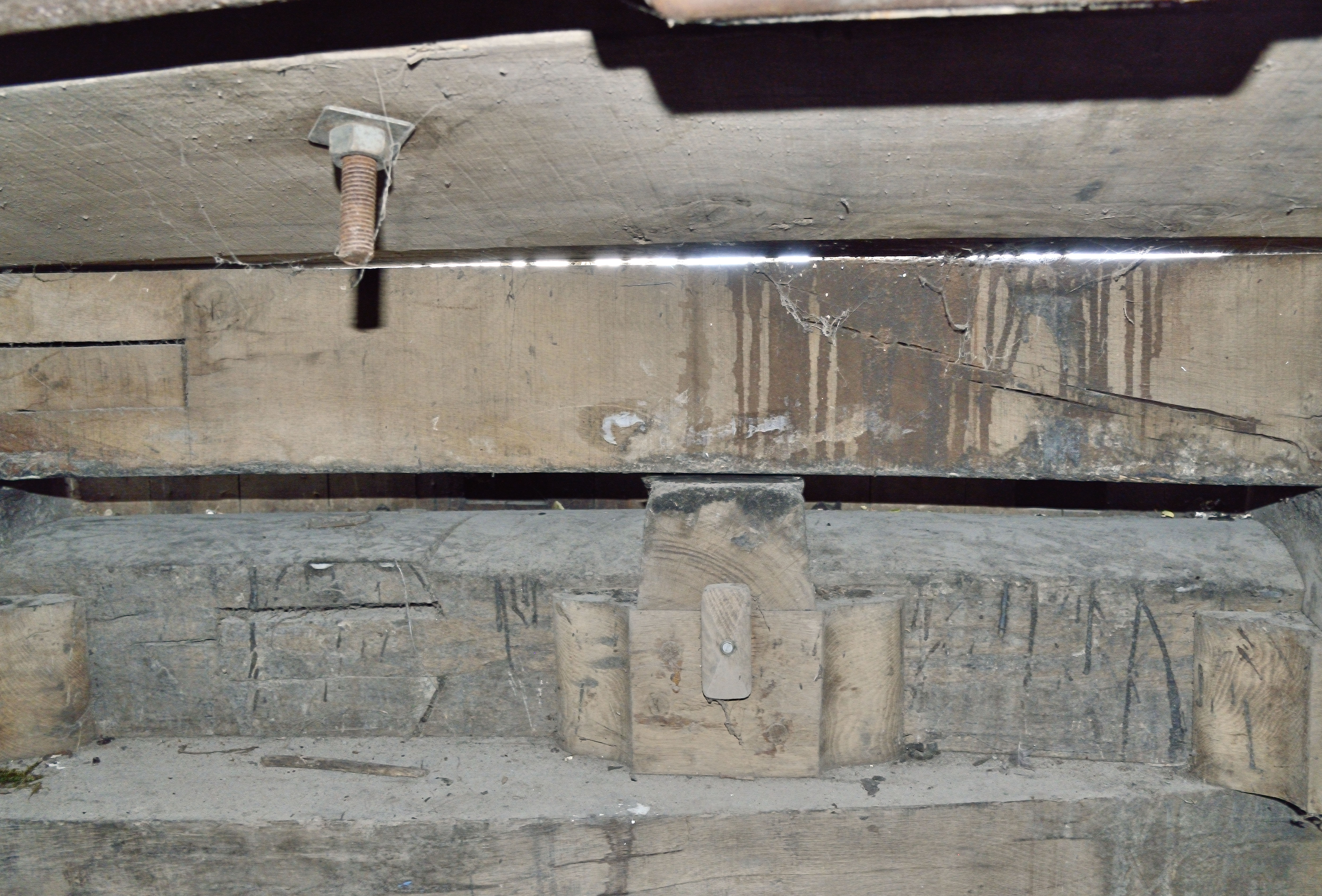
Neutenkruiwerk
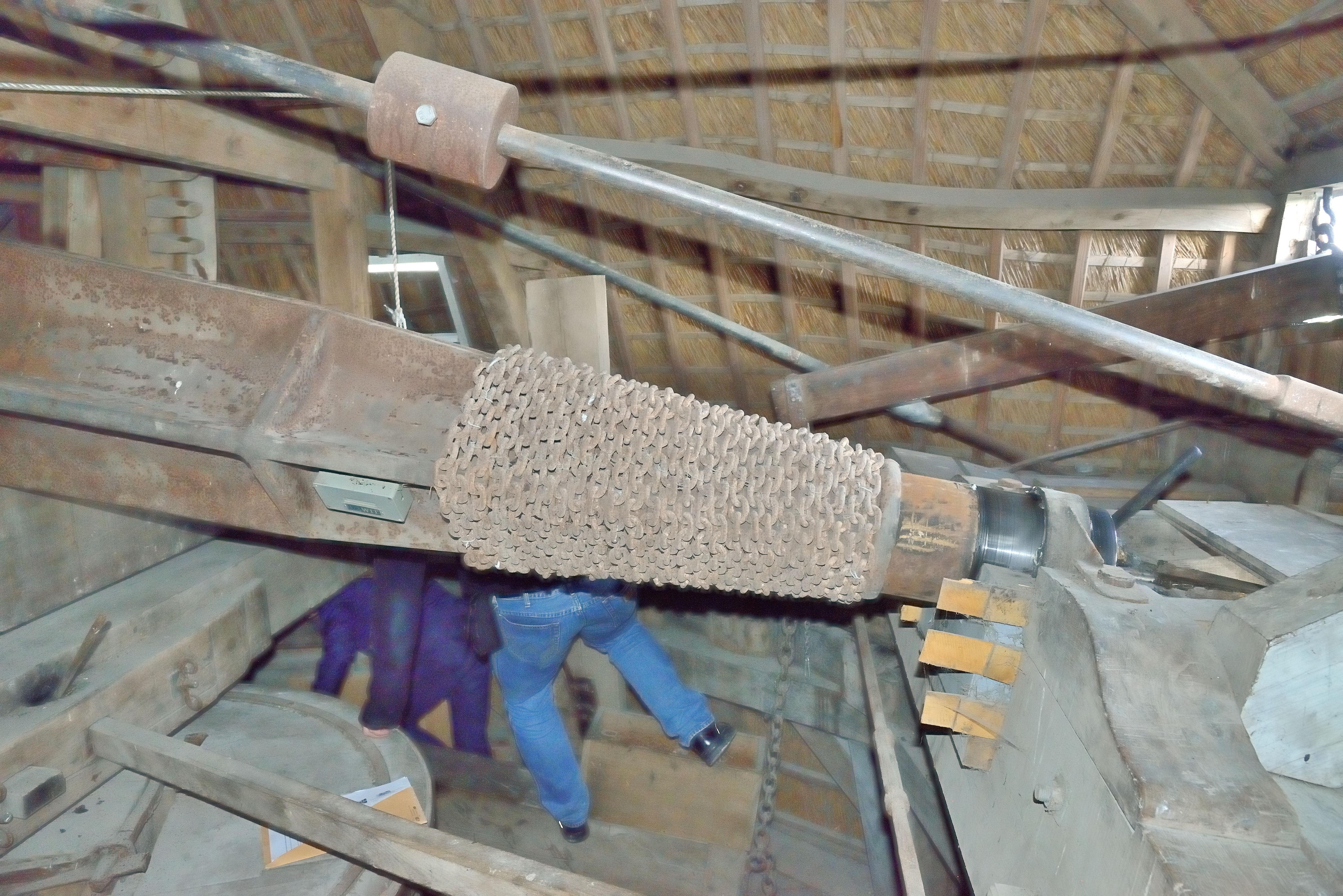
Verzwaarde bovenas